# Minions: The Rise of Gru
Minions: The Rise of Gru (bra: Minions 2: A Origem de Gru; prt: Mínimos 2: A Ascensão de Gru) é um filme estadunidense de animação digital de comédia em 3D, dirigido por Kyle Balda e co-dirigido por Brad Ableson e Jonathan de Val, sendo um spin-off da série de filmes principal Despicable Me, assim como uma continuação do filme Minions (2015). O filme conta com as vozes de Steve Carell, Pierre Coffin, Russell Brand e Julie Andrews, junto com os recém-chegados Taraji P. Henson, Michelle Yeoh, Jean-Claude Van Damme, Lucy Lawless, Dolph Lundgren, Danny Trejo, Alan Arkin e RZA.
O filme estava programado para ser lançado nos Estados Unidos em 3 de julho de 2020, pela Universal Studios, entretanto, a estreia do filme foi adiada para 2 de julho de 2021, devido à pandemia de COVID-19. Em março de 2021, o filme foi adiado para 1 de julho de 2022, pelo mesmo motivo.

## Sinopse
Continuação do filme de 2015, desta vez no ano de 1976, Felonius Gru, de 12 anos, está crescendo nos subúrbios. Fanboy de um supergrupo de super-vilões conhecido como Sexteto Sinistro, Gru traça um plano para se tornar mau o suficiente para se juntar a eles. Quando o Sexteto Sinistro demitem seu líder, o lendário lutador Willy Kobra, Gru é entrevistado para se tornar seu mais novo membro. Não vai bem, e só piora depois que Gru os rouba e de repente se vê o inimigo mortal do ápice do mal. Em fuga, Gru recorrerá a uma fonte improvável de orientação, o próprio Willy, e descobrirá que até os bandidos precisam de uma pequena ajuda de seus amigos.

## Elenco
| Personagem                     | Voz original          | Dublagem         | Dobragem         |
| ------------------------------ | --------------------- | ---------------- | ---------------- |
| Gru                            | Steve Carell          | Leandro Hassum   | Manuel Marques   |
| Kevin                          | Pierre Coffin         | Pierre Coffin    | Pierre Coffin    |
| Stuart                         | Pierre Coffin         | Pierre Coffin    | Pierre Coffin    |
| Bob                            | Pierre Coffin         | Pierre Coffin    | Pierre Coffin    |
| Minions                        | Pierre Coffin         | Pierre Coffin    | Pierre Coffin    |
| Donna Disco                    | Taraji P. Henson      | Sarito Rodrigues | Mariama Barbosa  |
| Mestra Chow                    | Michelle Yeoh         | Marcia Coutinho  | Cláudia Cadima   |
| Jean Garra                     | Jean-Claude Van Damme | Bruno Rocha      | José Nobre       |
| Irmã Chaco                     | Lucy Lawless          | Telma da Costa   | Isabel Ribas     |
| Svengança                      | Dolph Lundgren        | Garcia Júnior    |                  |
| Punho de Aço                   | Danny Trejo           | Márcio Dondi     | Pedro Giestas    |
| Dr. Nefário                    | Russell Brand         | Hércules Franco  | Bruno Ferreira   |
| Marlene Gru (usa: Marlena Gru) | Julie Andrews         | Marize Motta     | Ermelinda Duarte |
| Willy Kobra                    | Alan Arkin            | Carlos Gesteira  | Luís Mascarenhas |
| Motoqueiro                     | Robert "RZA" Diggs    |                  | Timóteo Santos   |

## Produção

### Desenvolvimento
Em 25 de janeiro de 2017, a Universal Pictures e a Illumination anunciaram uma sequência do filme de animação de 2015, Minions. A produção começou em 19 de julho de 2017, com Brad Ableson, criador de Good Vibes e Legends of Chamberlain Heights, como co-diretor. Em 21 de maio de 2019, o título do filme foi revelado como Minions: The Rise of Gru.

### Escalação do elenco
Em 2 de fevereiro de 2020, foi anunciado que Pierre Coffin e Steve Carell estão reprisando seus papéis. O filme ainda contará com as vozes de Taraji P. Henson, Russell Brand, Julie Andrews, Jean-Claude Van Damme, Lucy Lawless, Dolph Lundgren, Michelle Yeoh, Danny Trejo, Alan Arkin e RZA.

## Marketing
A Mattel anunciou que assinou um contrato de três anos para criar mercadorias, e a LEGO lançará conjuntos dos Minions em 2020 baseados no filme. O primeiro teaser trailer oficial do filme foi exibido antes do filme The Secret Life of Pets 2, em 7 de junho de 2019. Uma prévia foi lançada durante o Super Bowl LIV em 2 de fevereiro de 2020. O trailer oficial foi lançado em 5 de fevereiro.

## Lançamento
Minions: The Rise of Gru estava programado para ser lançado nos Estados Unidos em 3 de julho de 2020 pela Universal Studios, para comemorar os 10 anos do filme original, com um lançamento internacional para começar na semana anterior. Em 19 de março de 2020, a Illumination anunciou o filme seria adiado por causa do impacto da pandemia de COVID na indústria cinematográfica, pois o filme não havia sido terminado porque o estúdio que faz a animação do filme, Illumination Mac Guff, foi temporariamente fechada em resposta à pandemia. Em 1º de abril, a Illumination anunciou que o lançamento do filme foi adiado para 2 de julho de 2021, data prevista para Sing 2. Em março de 2021, o filme foi adiado para 1 de julho de 2022, por causa da pandemia de COVID-19.
Foi lançado na Austrália, Brasil, México, Alemanha, Reino Unido e Espanha até 2 de julho.
No Brasil, a rede de cinemas Cinemark anunciou uma sessão especial em 20 de junho de 2022 para pessoas com transtorno do espectro autista através do projeto Ingresso Azul.

## Recepção

### Bilheteria
Minions: The Rise Of Gru esteve entre as três maiores bilheterias globais em seu fim de semana de estreia. Estava em 61 mercados offshore.
A sequencia de 2015 estreou no dia 1 de julho de 2022 arrecadando US$ 107 milhões de dólares no seu primeiro final de semana, ficando apenas 8 milhões atrás do primeiro filme que registrou US$ 115 milhões. No dia 9 de agosto de 2022 o filme já havia arrecadado US$ 337 milhões no mercado doméstico, ultrapassando o primeiro filme que arrecadou US$ 336 ao todo. O filme encerrou sua exibição arrecadando US$ 369,6 milhões no mercado doméstico e US$ 569,9 internacionalmente, somando US$ 939,6 milhões mundialmente, sendo a animação de maior bilheteria do ano e a quinta maior bilheteria do ano também, atrás de Avatar: O Caminho da Água (US$ 2,320 bi), Top Gun: Maverick (US$ 1,486 bi), Jurassic World: Dominio (US$ 1,001 bi) e Doutor Estranho No Multiverso da Loucura (US$ 955 mi).

### #Gentleminions
Um popular meme da Internet envolvendo grupos de jovens vestidos com ternos como o personagem Gru assistindo ao filme começou a se espalhar no TikTok quase imediatamente após o lançamento do filme, com a tag #Gentleminions. O meme se originou com um grupo de estudantes do ensino médio australianos. Geralmente é acompanhado pela música do rapper estadunidense Yeat "Rich Minion", que foi encomendada para o trailer dirigido por Cole Bennett do filme. Grandes grupos se gravaram aplaudindo, jogando bananas na tela e fazendo o gesto de dedos que é marca registrada de Gru. Vários cinemas no Reino Unido proibiram grupos de jovens em trajes formais de ver o filme devido ao seu comportamento perturbador durante as exibições. O meme também foi documentado nos Estados Unidos, Noruega, Cingapura, Israel, e Brasil.
A subcultura substancial de memes em torno de The Rise of Gru foi notada pela The Face como sendo semelhante aos memes em torno do filme de super-herói Morbius,  lançado no início de 2022. Ambas as subculturas de memes se concentraram em uma apreciação amplamente irônica pelos supostos pontos fortes do referido filme, muitas vezes beirando o absurdo, mas a revista observou que o interesse em The Rise of Gru era em grande parte genuíno, enquanto o interesse em Morbius foi baseado apenas na percepção de falta de qualidade deste filme.
As contas de rede social da Universal Pictures, Illumination e a franquia reconheceram o meme, com os dois últimos postando um vídeo que mostrava os Minions participando da tendência.
A PostTrak relatou que 34% do público de The Rise of Gru tinha entre 13 e 17 anos, uma porcentagem excepcionalmente alta para um filme de animação. Pamela McClintock do The Hollywood Reporter concluiu que os resultados da pesquisa foram resultado da tendência da internet.

## Edições
A China adicionou quase um minuto na versão doméstica do filme, para deixá-lo mais politicamente correto. No original, Wild Knuckles e Gru fingem a própria morte para escapar da polícia, mas na edição, Wild Knuckles é preso e sentenciado a 20 anos de cadeia e descobre seu amor por atuar, enquanto Gru volta para a sua família, e ser o pai de suas três filhas foi sua maior realização. A edição veio a tona quando os trechos foram postados no Weibo. As imagens editadas foram apresentadas nos créditos, e são estáticas e legendadas.